# Hanburia
Hanburia es un género con dos especies de plantas con flores perteneciente a la familia Cucurbitaceae. 

## Especies seleccionadas
| - Hanburia mexicana - Hanburia parviflora |